# Arquitectura high-tech

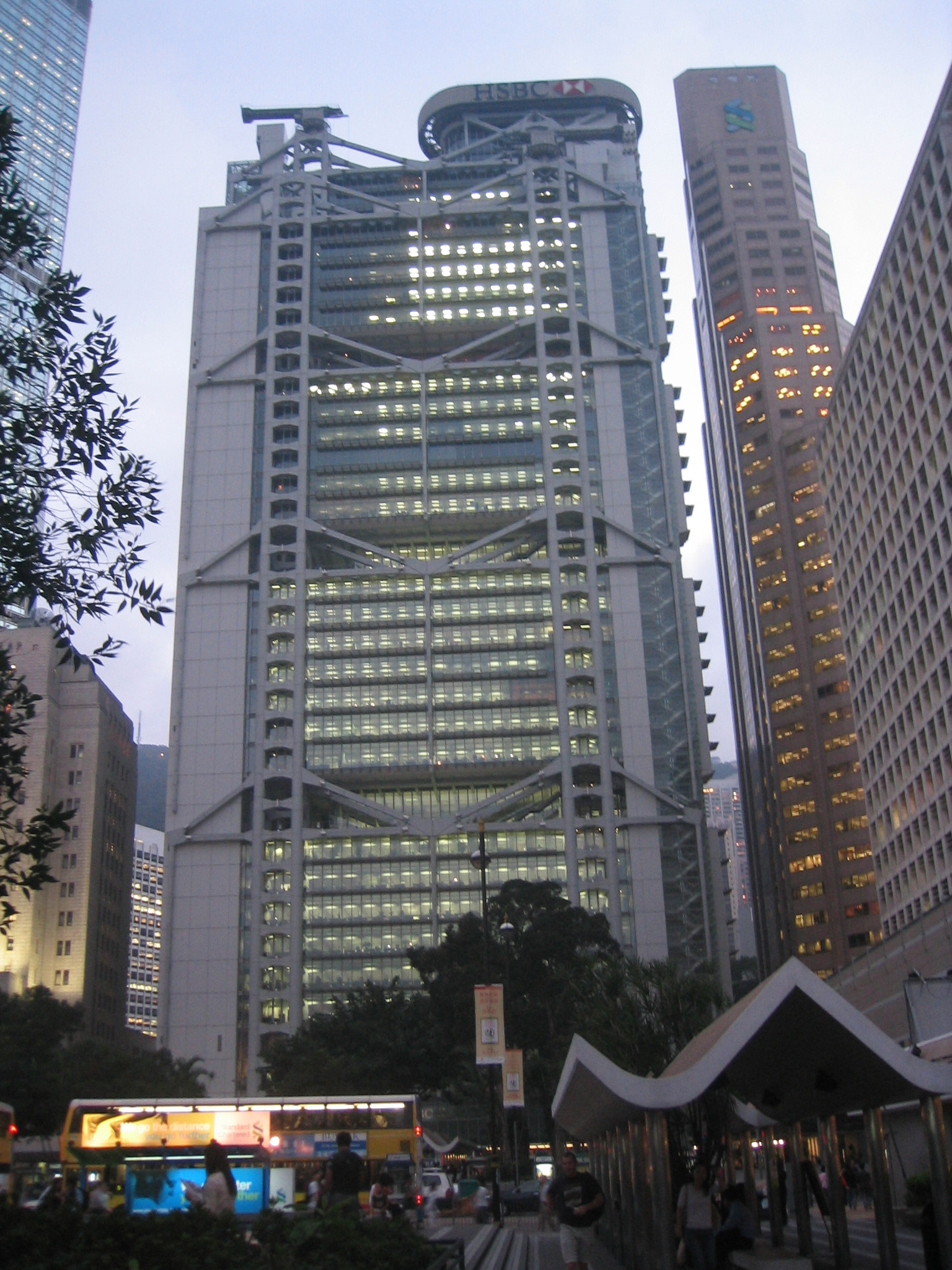
La Seu central de l'HSBC (Hong Kong) de Norman Foster, és un exemple d'arquitectura high-tech.

El high-tech (alta tecnologia) és un estil arquitectònic que es va desenvolupar durant els anys 1970. És un estil on prevalen materials industrials i tècnics utilitzats de manera visible en sostres, pisos i murs.
Pren el seu nom del llibre High-Tech, The Industrial Style and Source Book for The Home, publicat el 1978 per Joan Kron i Suzanne Slesin. També s'utilitza el terme «tardo-modern. L'arquitectura high-tech inicialment va implicar una revitalització del moviment de l'arquitectura moderna; un desenvolupament natural de les idees precedents però recolzat en la innovació i la tecnologia. Aquest període fa de pont entre l'arquitectura moderna i el postmodernisme; s'insinua en un d'aquests períodes grisos on no hi ha un límit clar entre la fi d'un període i l'inici d'un altre.
Hi havia una desil·lusió creixent sobre el progrés i evolució de l'arquitectura moderna. La concreció dels projectes de desenvolupament urbà proposats per Le Corbusier, va conduir a una ciutat terriblement monòtona. Més encara quan eren realitzats de forma estandarditzada. L'entusiasme per als criteris econòmics i racionalistes va conduir a la construcció d'edificis amb acabats de qualitat extremadament baixes i un paisatge urbà avorrit. Molts dels barris residencials dissenyats van degenerar en llocs on regnava la disgregació social, la violència i la delinqüència al llarg del món. Com a conseqüència, la gent es desil·lusionava respecte de la imatge de progrés que se li proposava i al món occidental va començar a reconèixer-se l'error que s'havia comès.
De qualsevol forma el desenvolupament de l'arquitectura moderna va prevaler i una part de la societat va apropiar l'estètica moderna. Va prendre a més elements del Moviment Metabolista dels anys 1960 on la tecnologia arribava a l'extrem d'imaginar edificis i ciutats de ciència-ficció. En aquestes idees van destacar el grup Archigram i arquitectes japonesos enrolats en el Metabolisme, com Kenzō Tange, Kiyonori Kikutake, Kishō Kurokawa i uns altres. Això era d'esperar, ja que els edificis moderns eren molt tous i flexibles i la novetat del seu aspecte estètic s'havia adoptat. El high-tech és una resposta a això i crea una estètica molt nova: glorificant la fascinació per la contínua innovació tecnològica.

## Objectius
L'arquitectura high-tech es basa en molts temes propis de l'arquitectura moderna, dels quals es va apropiar reelaborant i desenvolupant sobre la base de les últimes tendències. Els objectius principals de l'arquitectura high-tech consisteixen en un joc creatiu amb un vocabulari arquitectònic nou que evidencia la complexitat i la bellesa de la tècnica.
L'arquitectura moderna es va esforçar a rebel·lar-se contra els cànons establerts per crear una nova estètica. L'arquitectura high-tech continua aquesta actitud de rebel·lia. Joan Kron i Suzanne Slesin escriuen al llur llibre High-tech… discuteixen sobre una nova estètica, on utilitzen expressions emfàtiques com «…your parents might find insulting…» (és probable que els teus pares ho trobin insultant).
Kron i Slesin van anar molt més enllà quan van encunyar el nom del moviment i van definir el terme high-tech com aquell utilitzat en els cercles arquitectònics per descriure un nombre sempre major d'habitatges i edificis públics amb aspecte cruament tecnològic «nuts-and-bolts-exposed-pipes technological look». El moviment va ser fort en els anys 80 i 90 del segle xx, va inspirar edificis emblemàtics, com la torre Agbar a Barcelona en paral·lel al mateix moment amb el moviment desconstuctivista.

## Característiques
Les característiques principals de l'arquitectura high-tech inclouen l'exposició de components tècnics i funcionals de la construcció, una disposició relativament ordenada i un ús freqüent de components prefabricats. Les parets de vidre i les estructures d'acer són molt populars. Juntes, aquestes característiques van generar una estètica industrial. La tècnica, en alguns aspectes, va implicar la base del fonament estètic de les construccions.
Pel que fa al disseny interior hi havia una preferència per utilitzar objectes familiars a la indústria; per exemple: recipients usats en la indústria química com a gerros per a flors, justificat perquè l'objectiu era l'ús de l'estètica industrial. Un objectiu per oferir a la gent una familiaritat entre l'espai de treball industrial i el lloc on viuria o s'entretindria. El moviment va buscar donar a tot una aparença industrial.
És important remarcar que els elements tècnics mostrats per generar l'estètica industrial no ho eren només amb finalitats estètiques sinó també funcionals. Responen a una exigència projectual resolent problemes de disseny. Són solament funcions, aquelles que eren reelaboracions del funcionalisme. Encara els elements industrials mantenen en part una aparença i un objectiu funcional.

## La funció
Previ l'arquitectura moderna, les funcions de l'edifici es trobaven ocultes i a posteriori es destacaven formalment les funcions i usos i es prioritzava la flexibilitat.
Aquesta flexibilitat significa que l'edifici ha de ser un catalitzador d'activitats i els serveis tècnics han de ser proposats i estar clarament definits. El Centre Pompidou a París de Piano & Rogers és un exemple complet de l'estil high-tech. L'estructura portant, els conductes de ventilació i aire condicionat, l'escala mecànica, els transformadors; tot a la vista. Al seu moment va ser completament revolucionari, ja que tradicionalment, tot l'èquip tècnic romania invisible darrere plaques de pladur i .
Un altre aspecte de l'arquitectura high-tech és la renovada confiança en què amb tecnologia es podia millorar al món. Això és particularment evident en el projecte de construccions tècnicament sofisticades de Kenzō Tange realitzades i/o projectades al Japó durant el boom d'obra pública dels anys seixanta. Pocs d'aquests projectes van ser realment transformats en edificis.
En els anys vuitanta la high-tech evoluciona formalment fins a fer-la difícil de distingir de la resta de l'Arquitectura Postmoderna. Molts dels seus temes i idees van ser absorbits en el llenguatge dels altres corrents arquitectònics postmodernes i la distinció va cessar.
Els edificis van ser construïts principalment a Europa i Nord Amèrica. Després de la destrucció de molts edificis significatius a Europa durant la Segona Guerra Mundial, reconstruir-los era molt problemàtic. Els arquitectes van haver de decidir si replicar els models històrics o substituir-los amb materials moderns i nova estètica.
La innovació científica i tecnològica en els anys setanta van provocar un gran impacte en la societat. Sobreexcitats per la carrera espacial i l'arribada de l'home a la lluna amb Neil Armstrong el 1969, al costat de l'exasperant innovació de la tecnologia militar. Aquests desenvolupaments van insinuar en la ment de les persones que tot podria ser solucionat amb l'avanç i desenvolupament tecnològic. Els instruments tecnològics van començar a ser comuns per a tota la societat i això va generar una acceptació d'optar per instal·lacions, estructures portants i cobertes a la vista. Aquestes construccions high-tech van ser cada dia més visibles per a l'home mitjà. Aquest va desenvolupar un amor per la tecnologia mostrada per l'Arquitectura high-tech.

## La seva evolució
Amb la crisi del petroli de 1973, molts d'aquests edificis es van tornar impossibles de mantenir per l'alt ús de materials metàl·lics i vidre que no solament van implicar en un veloç envelliment sinó en una enorme despesa energètica. El Centre Pompidou que fos reconegut com un exponent de la nova tendència ràpidament va mutar en l'exemple del que no havia de fer-se. Els principals hacedores del high-tech Norman Robert Foster, Richard Rogers, Renzo Piano, Thomas Herzog, Francoise-Hélène Jourda i Gilles Perroudin van decidir refundar el high-tech per fer front als nous problemes que van començar a atabalar a la humanitat a principis dels 90. Para això en 1993 durant la Conferència Internacional de Florència sobre l'energia solar en l'arquitectura i l'urbanisme varen fundar el grup READ que rep suport de la Comunitat Europea.
Entre les finalitats de READ es trobava l'aprofundiment de l'ús de les energies renovables en la construcció. Així comencen a proposar-se idees projecte més amigables amb el medi ambient on entre els primers exponents del que avui es denomina Arquitectura sustentable van ser l'edifici Commerzbank a Frankfurt del Main de Foster i el Centre Cultural Mont Cenis de Jourda & Perraudin cap a la fi dels 1990. Aquests van ser considerats els primers eco-tech com a evolució del moviment high-tech en el que actualment es denomina arquitectura sostenible.

## Galeria

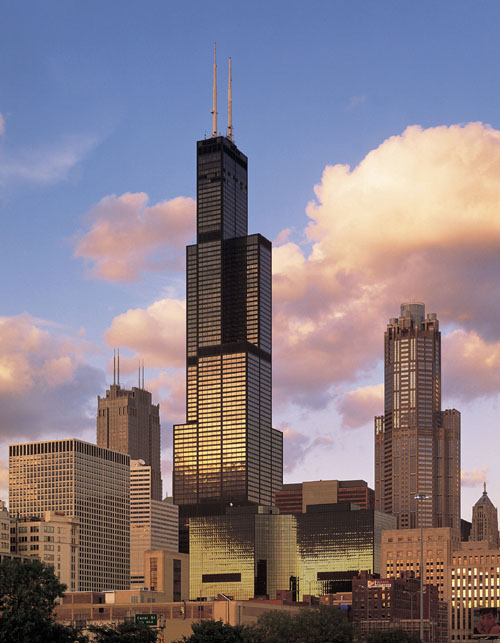
Torre Sears de Skidmore, Owings and Merrill (SOM), Chicago - Estats Units d'Amèrica, 1973
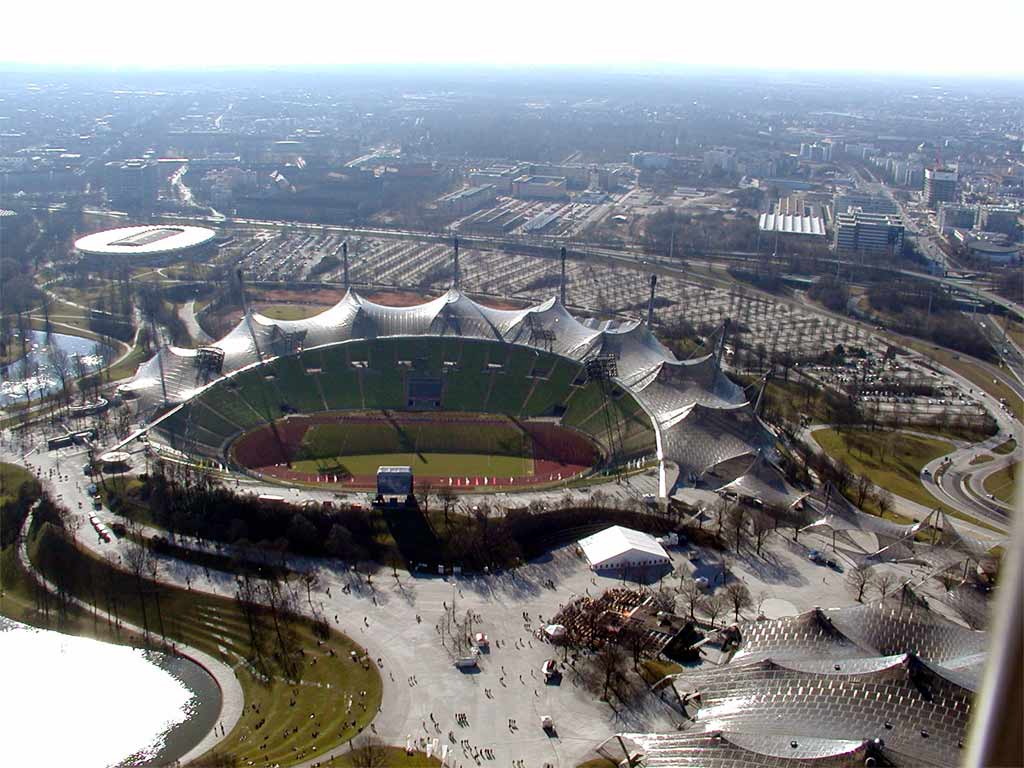
Estadi Olímpic de Múnic de Günther Benisch i Frei Otto, Monaco de Baviera - Alemanya, 1971
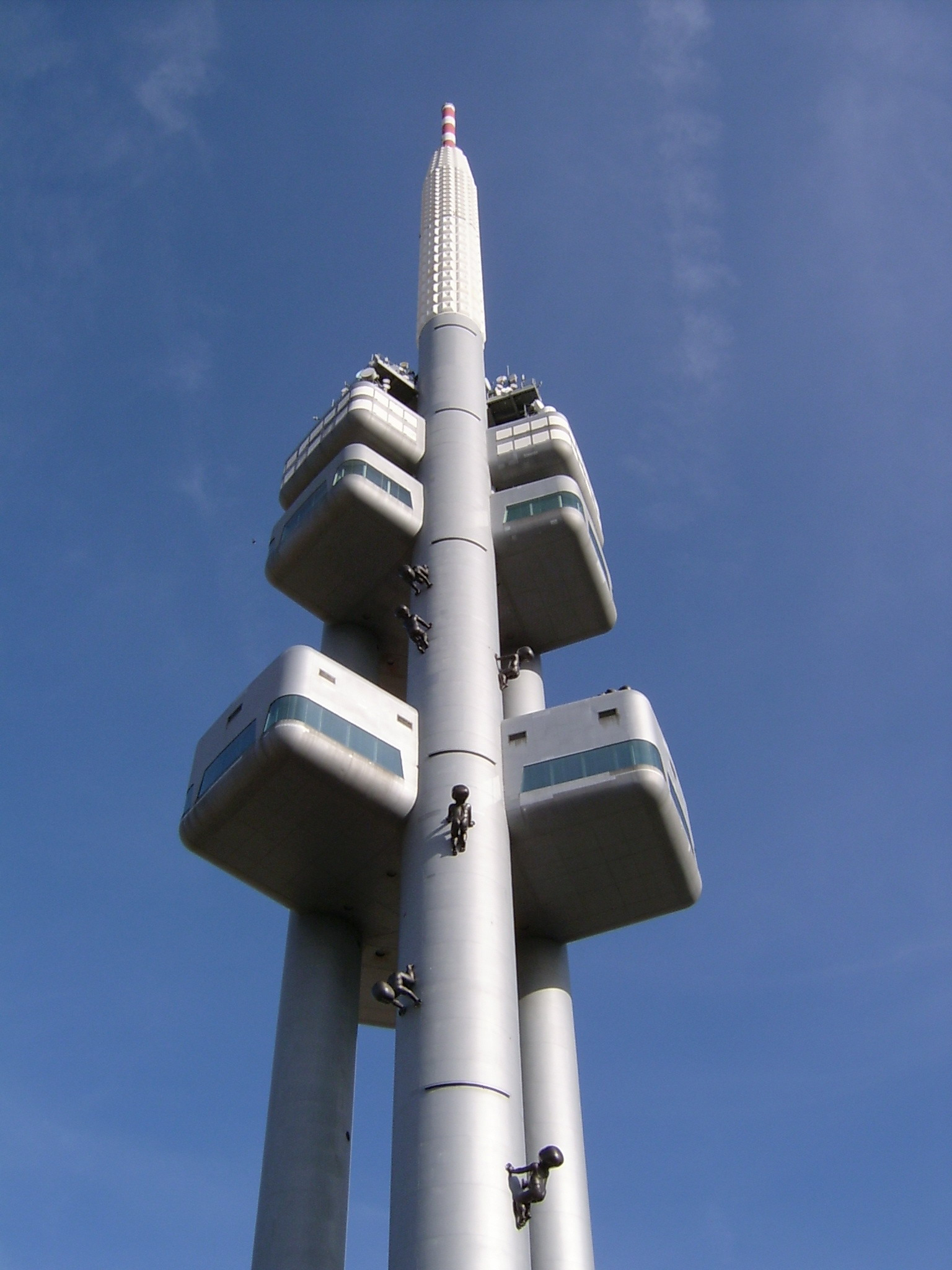
Torre de Televisió de Žižkov de Václav Aulický, Praga - República Txeca, 1992
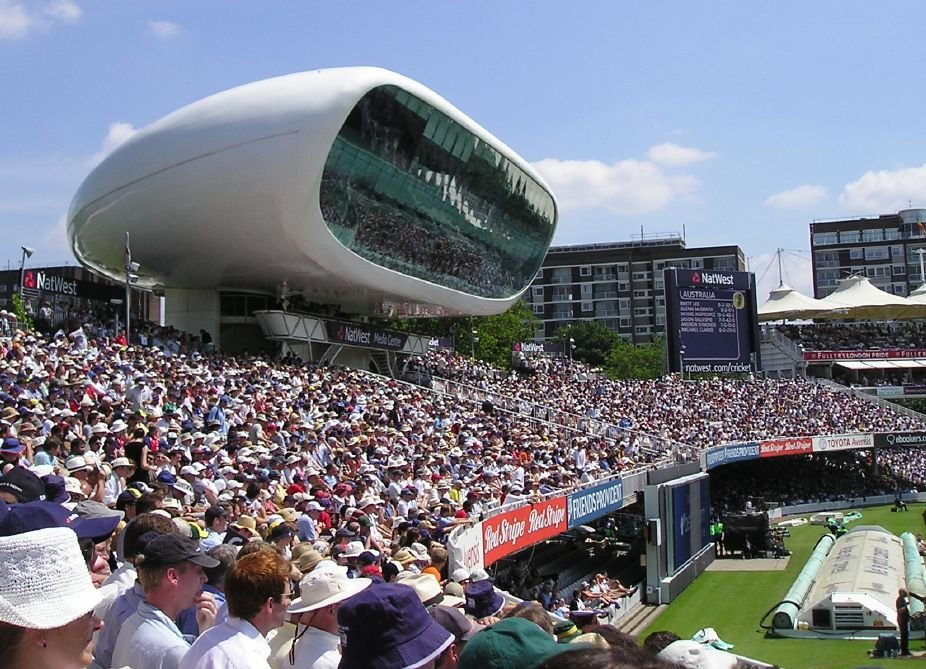
Centre Mediàtic del Lord's Cricket Ground de Future Systems i Arup, Londres - Regne Unit, 1999
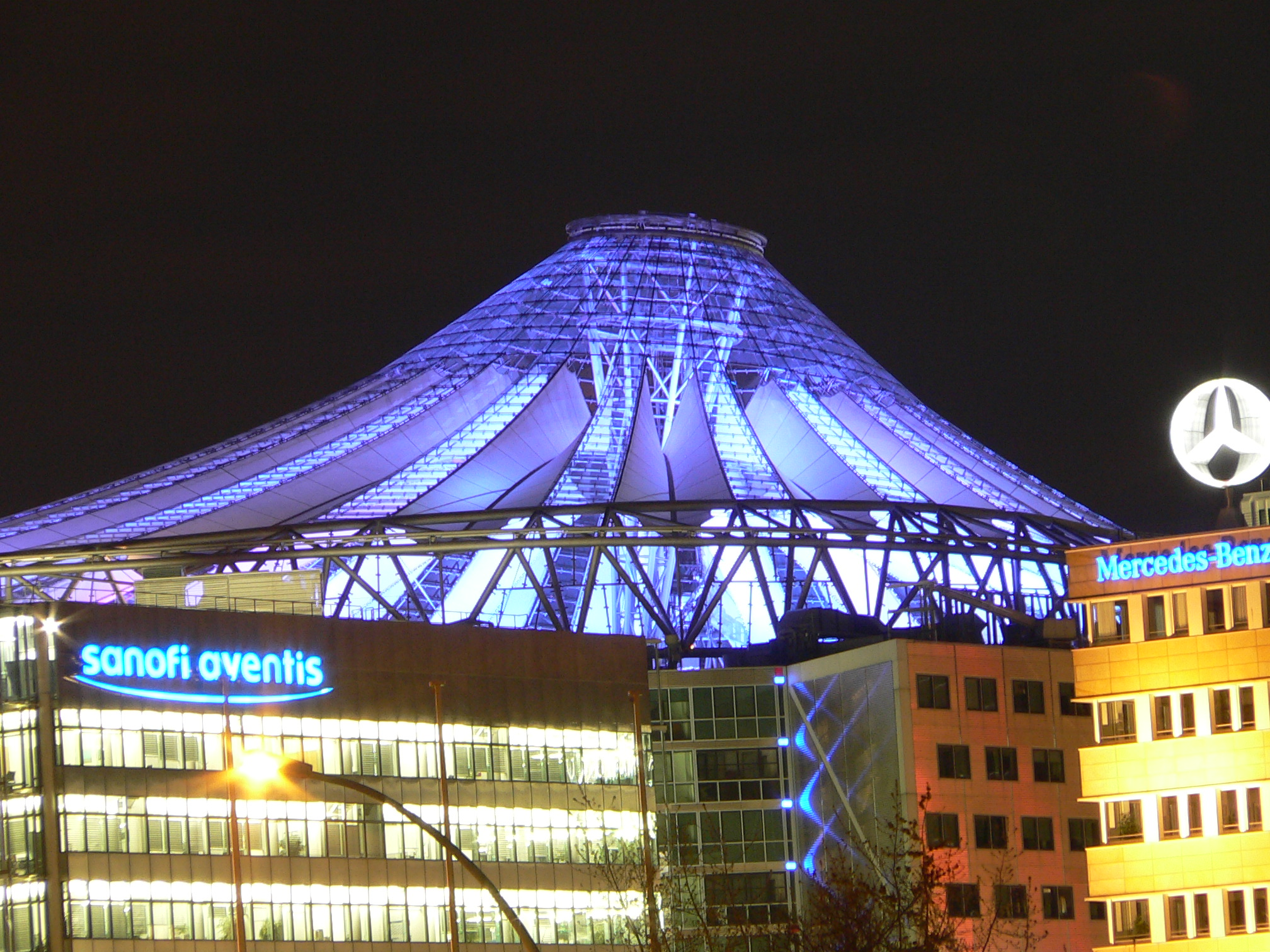
Potsdamer Platz de Renzo Piano a Berlín, 1992–2000
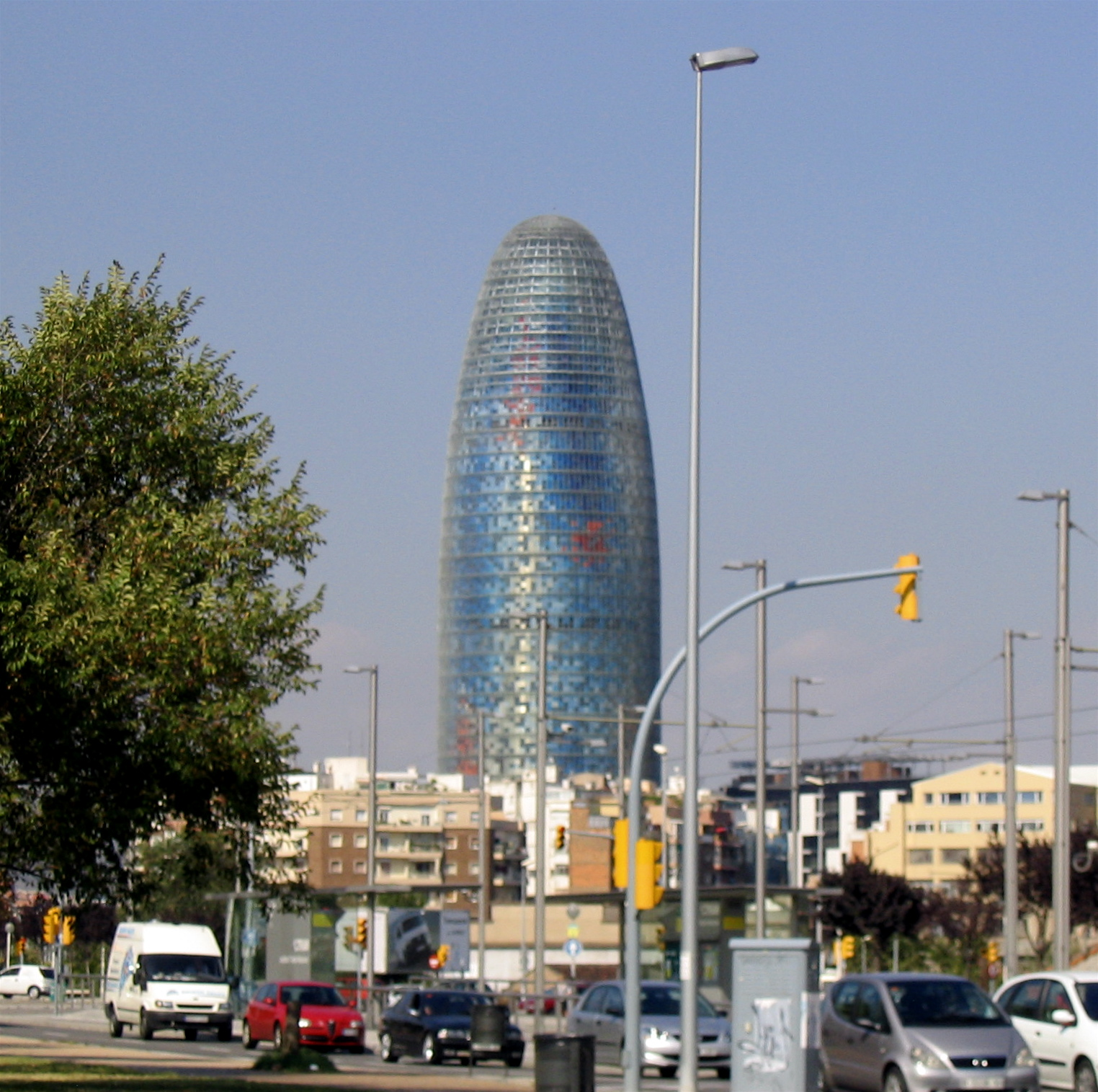
Torre Agbar de Jean Nouvel, Barcelona, Catalunya, 2005.